# France Culture
France Culture ist ein französischer Kultursender mit Sitz in Paris, der zu Radio France gehört und Wortprogramme zu kulturellen, wissenschaftlichen und gesellschaftlich relevanten Themen sendet. Die Form der Präsentation lädt zur Reflexion ein und unterscheidet sich durch einen ruhigen Grundton von der Lebhaftigkeit anderer französischer Radioprogramme. France Culture ist eines der Hauptprogramme des französischen Rundfunks neben France Inter und France Musique. Mit France Musique bedient es eine kleine kulturell besonders interessierte Hörerschaft; von France Musique unterscheidet es sich durch einen hohen Wortanteil, während jenes sich von wenigen Ausnahmen unterbrochen der Verbreitung klassischer Musik, auch Barock und Jazz widmet.

## Geschichte
France Culture wurde 1946 unter dem Namen Chaîne Nationale gegründet, 1958 in France III umbenannt und erhielt 1963 seinen heutigen Namen. Eine bekannte Sendung von France Culture war das „Atelier de Création Radiophonique“. Seit 2015 wird France Culture von Sandrine Treiner geleitet. 

## Programm
Oft werden Themen zu großflächig angelegten Themenabenden oder -nächten verarbeitet, in denen über mehrere Stunden hinweg aus sehr verschiedenen Blickwinkeln und unter Verwendung von verschiedenen Techniken  gearbeitet wird (Radio-Feature, Reportage, literarische Lesung, Hörspiel, Radio-Essay, Dokumentation, Gespräch). Dabei vermischen sich die Genres für nicht-französische Hörer oft in ungewohnter Weise. 
Auch im Nachtprogramm werden ausführliche und anspruchsvolle kulturelle Wortbeiträge gesendet (Les nuits de France Culture). Mehrfach täglich (jeweils um 7.00, 8.00, 12.30, 18.00, 19.00 und um 22.00 Uhr) gibt es ausführliche Nachrichtensendungen der Redaktion von France Culture, die im Gegensatz zu den anderen Kanälen das Hintergründige hervorheben, das insbesondere in längeren Gesprächen in der zweiten Hälfte des Journals herausgearbeitet wird. Gesprächspartner sind meist Wissenschaftler oder Kulturschaffende.

### Bekannte Sendungen (Auswahl)
- Cultures monde (seit 2011)
- Les matins de France Culture (seit 2002)
- Les pieds sur terre (seit 2002)
- LSD, La série documentaire (seit 2016)
- Une vie, une œuvre (seit 1984); seit 2006: Toute une vie

### Ehemalige Sendungen
- Atelier de création radiophonique (1969–2018)
- Black and Blue (1970–2008)
- Le Bon plaisir (1985–1999)
- Le Panorama (seit 1968)
- Les Chemins de la connaissance (1970–1997)
- Les Chemins de la musique (1997–2004)
- Du jour au lendemain (1985–2014)
- La Matinée des autres (1977–2002)
- Les Nuits magnétiques (1977–1999)

## Empfang
Das Programm wird in Frankreich vorwiegend terrestrisch über UKW verbreitet, ist aber auch über das Internet sowie digital unverschlüsselt über Satellit (DVB-S) zu empfangen.